# Лиц, Бруно
Бруно Лиц (нем. Bruno Lietz; 22 ноября 1925, Вормштедт — 11 мая 2005) — немецкий политик, член СЕПГ. Министр сельского, лесного хозяйства и пищевой промышленности ГДР в 1982—1989 годах.

## Биография
В 1940—1943 годах Бруно Лиц выучился на автослесаря, в 1943 году вступил в НСДАП и до 1945 года служил солдатом в вермахте.
В 1945—1947 годах работал автослесарем в Апольде, затем до 1949 года — трактористом в Вормштедте и до 1952 года — трактористом, ассистентом и техническим руководителем машинопрокатных станций в Апольде, Хольбахе и Крёльпе.
В 1952—1954 годах Бруно Лиц работал в должности завсектора по политической работе с массами в министерстве сельского и лесного хозяйства, в 1954—1961 годах являлся сотрудником и завсектора сельскохозяйственных производственных кооперативов и машинно-тракторных станций отдела сельского хозяйства ЦК СЕПГ, а в 1961—1972 годах занимал должность секретаря по вопросам сельского хозяйства в Ростокском окружном комитете.
В 1963 году Лиц был принят в кандидаты в члены, а в 1982 году — в члены ЦК СЕПГ. В 1972—1981 годах заведовал вопросами сельского хозяйства и пищевой промышленности в Государственной плановой комиссии, в 1981—1982 годах руководил отделом сельского хозяйства при ЦК СЕПГ. В 1982—1989 годах занимал должность министра сельского и лесного хозяйства и пищевой промышленности ГДР. В 1986—1990 годах являлся депутатом Народной палаты ГДР.